# Le Miroir au secret
Le Miroir au secret (5 Steps to Danger) est un film américain réalisé par Henry S. Kesler sorti en 1957.

## Fiche technique
- Titre : Le Miroir au secret
- Titre original : 5 Steps to Danger
- Réalisation : Henry S. Kesler
- Scénario : Henry S. Kesler, Turnley Walker, Donald Hamilton d'après son roman The Steel Mirror
- Musique : Paul Sawtell, Bert Shefter
- Montage : Aaron Stell
- Production : Henry S. Kesler
- Durée : 81 minutes
- Genre : Drame
- Langue : anglais américain
- Film en noir et blanc
- Pays de production :  États-Unis
- Date de sortie : États-Unis : 30 janvier 1957

## Distribution
- Ruth Roman (VF : Jacqueline Ferrière) : Ann Nicholson
- Sterling Hayden (VF : Claude Bertrand) : John Emmett
- Werner Klemperer (VF : Michel Gudin) : Dr. Simmons
- Richard Gaines (VF : Serge Nadaud) : Dean Brant
- Charles Davis (VF : Marc Cassot) : Edward Manning Fitzpatrick
- Jeanne Cooper (VF : Paule Emanuele) : Helen Bethke
- Peter Hansen (VF : Roland Ménard) : Karl Plesser
- Karl Ludwig Lindt (VF : Henry Darbrey) : Kissel
- John Mitchum (VF : Jean Violette) : le Député
- John Frederick (VF : Roger Rudel) : Shérif
- Leonard Bremen (VF : Pierre Leproux) : le patron du garage
- Harry Hines (VF : Paul Villé) : le gérant du motel
- Ken Curtis (VF : René Arrieu) : Agent Jim (Charles en VF) Anderson